# Enrique Ugarte

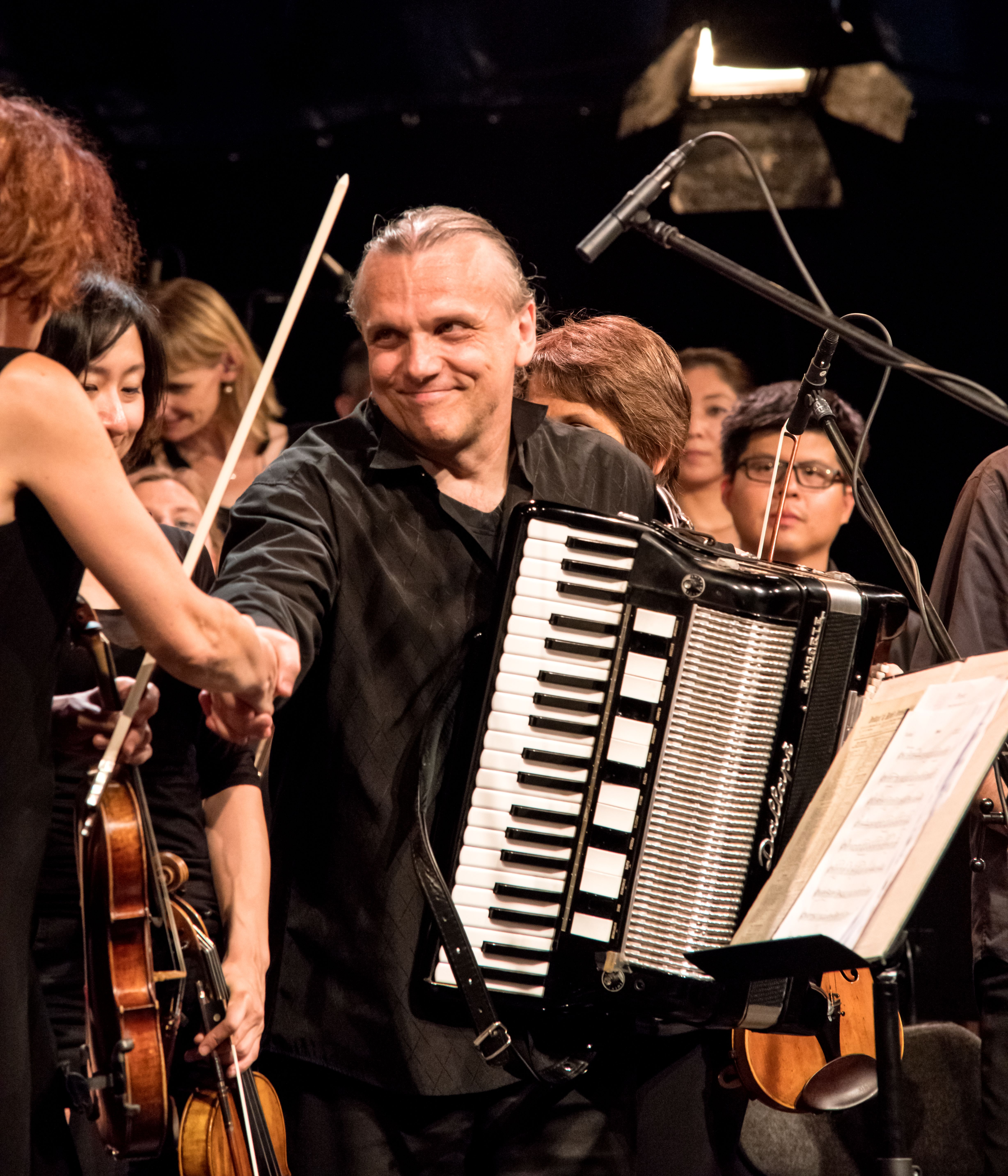
Enrique Ugarte als Dirigent des Philharmonischen Orchesters Freiburg

Enrique Ugarte (* 1. September 1957 in Tolosa, Baskenland, Spanien) ist ein baskischer Musiker, Dirigent und Komponist, der jetzt in Deutschland lebt.

## Leben
Ugarte begann im Alter von vier Jahren, Akkordeon zu spielen; mit sieben Jahren hatte er sein erstes öffentliches Konzert vor 1500 Zuhörern. Er studierte Akkordeon und Oboe am Conservatorio Superior de Música in San Sebastián. Im Anschluss daran folgten Studien der Komposition an der Musikhochschule München mit dem Abschluss der Meisterklasse sowie Dirigierstudien bei Sergiu Celibidache an der Johannes Gutenberg-Universität Mainz und bei Ernst Schelle in Frankreich.
Als Dirigent dirigierte zahlreiche renommierte Orchestern wie u. a. die NDR Radiophilharmonie, das WDR Funkhausorchester, das Münchner Rundfunkorchester, das Orchester der Komischen Oper Berlin, das Philharmonische Orchester Freiburg, das Baskische Nationalorchester San Sebastián, die Nürnberger Symphonikern, das English Chamber Orchestra, das Tonkünstlerorchester Wien und das Orquesta Sinfónica de Córdoba. Er arbeitete mit Künstlern zusammen wie Chick Corea, Mike Oldfield, Till Brönner, Klaus Doldinger, Max Mutzke, Mischa Maisky, Fazil Say und Daniel Müller-Schott.
Ugarte war von 2003 bis 2006 musikalischer Leiter der Schlossfestspiele Ettlingen. Er ist langjähriges Mitglied des Giora Feidman Trios.
Zum 80. Geburtstag von Klaus Doldinger dirigierte er 2016 das WDR Funkhausorchester Köln in der Tonhalle Düsseldorf. Im selben Jahr dirigierte er das Philharmonische Orchester Freiburg und spielte Akkordeon bei der Gala des Zelt-Musik-Festivals zu Ehren des israelischen Klarinettisten Giora Feidman.

## Kompositorisches Werk
Die meisten seiner Kompositionen sind Auftragsarbeiten für Film, Musical, Oper, sinfonische Musik und Theater. 1994/1995 schrieb Ugarte zu der von Jürgen Fuhrmann entwickelten Handlung und zu dessen Libretto die Musik zur Oper Schattenkinder, in der Ereignisse um die Kinderkreuzzüge im Jahr 1212 erzählt werden. Schattenkinder wurde im Juni 1995 unter Fuhrmanns Regie und Ugartes musikalischer Leitung in München/Germering mit der Philharmonie der Nationen, 14 Solisten und drei Chören uraufgeführt.
Zudem hat er über 60 Film-Soundtracks orchestriert; darunter das Das Wunder von Bern mit der NDR Radiophilharmonie und Die Päpstin mit der Deutschen Staatsphilharmonie Rheinland-Pfalz. Bei der Uraufführung von Mike Oldfields Sound of the Spheres dirigierte er das Baskische Nationalorchester im Guggenheim-Museum Bilbao.

## Auszeichnungen als Akkordeonist
- Europameister in Tilburg[1]
- Vizeweltmeister der Akkordeon-Weltmeisterschaft in Recanati[1][2]
- Gewinner des Coupe Noel de Paris[1]

## Diskografie (Auswahl)

### Als Akkordeonist (Solo)
- Enrique Ugarte: Accordion Champion (ARC Music; 1991)
- Valse Musette (ARC Music; 1997)
- Valse Musette de Paris (Musical Heritage Society; 2001)
- 20 Best of Tango Argentino (ARC Music; 2001)
- Classics on the Accordion (ARC Music; 2001)
- Music of the Basques. Traditionelle baskische Musik, Akkordeon: Enrique Ugarte (ARC Music; 2002)
- Valse Musette de Paris. Werke für Akkordeon (ARC Music; 2013)
- Cafe Paris. Accordion Favourites (ARC Music; 2007)
- Moulin Rouge-Valse Musette (ARC Music; 2009)
- Cafe Musette. The most beautiful french melodies performed on solo accordion.  (ARC Music; 2013)

### Als Dirigent / Arrangeur
- Claudia Jung: Winter Träume. u. a. mit den Brünner Philharmonikern, Dirigent: Enrique Ugarte (EMI Electrola; 1996)
- 2 Männer, 2 Frauen – 4 Probleme!? Soundtrack, Deutsches Filmorchester Babelsberg, Orchestrierung und Dirigent: Enrique Ugarte (BMG; 1997)[7]
- Die Einsamkeit der Krokodile, Original Soundtrack, Prager Philharmoniker, Orchestrierung und Dirigent: Enrique Ugarte (2000)
- Der weiße Afrikaner, Soundtrack, Prager Philharmonisches Orchester,[8] Orchestrierung und Dirigent: Enrique Ugarte (2005)
- Ne me quitte pas. Dominique Horwitz singt Jacques Brel. NDR-Radiophilharmonie, Arrangements und Dirigent: Enrique Ugarte
- Olaf, der Elch. Gelesen von Dirk Bach, Deutsches Filmorchester Babelsberg, Dirigent: Enrique Ugarte (Eichborn Lido; 2004)

- Benito Lertxundi. Baskisches Nationalorchester, Arrangements und Dirigent: Enrique Ugarte (Elkarlanean; 1998)
- Ost-Rock Klassik. Deutsches Filmorchester Babelsberg, Dirigent: Enrique Ugarte (BuschFunk; 2009)
- Capricho Sinfónico. Orquesta Concerto, Pamplona, Komposition, Arrangements und Dirigent: Enrique Ugarte
- Gershwin with Strings. Tok Tok Tok und das NDR Popsorchestra, Arrangements und Dirigent: Enrique Ugarte (BHM Productions; 2012)
- End of the Rainbow. Quadro Nuevo und das NDR-Pops Orchestra, Arrangements und Dirigent: Enrique Ugarte (Fine Music; 2013)
- Tim Fischer: Drei Sterne.  NDR-Radiophilharmonie, Arrangements und Dirigent: Enrique Ugarte (Sony Music; 2014)
- Maybebop: Monumental. NDR-Radiophilharmonie, Arrangements und Dirigent: Enrique Ugarte (Traumton Records; 2012)
- Kepa Junkera: Ipar haizea. Baskisches Nationalorchester, Dirigent: Enrique Ugarte
- Max Mutzke: Experience. NDR-Radiophilharmonie, Arrangements und Dirigent: Enrique Ugarte (Columbia; 2016)
- Gershwin Melodies. Münchener Rundfunkorchester, Thilo Wolf Jazz Quartett, Dirigent: Enrique Ugarte (2023)